# Pałuba
Pałuba (właśc. Pałuba. Sny Marii Dunin) – książka Karola Irzykowskiego opublikowana po raz pierwszy we Lwowie w 1903 roku. W jej skład wchodziły: eksperymentalna powieść Pałuba (Studium biograficzne), opowiadanie Sny Marii Dunin, a także metaliterackie komentarze: Uwagi do Pałuby, Wyjaśnienie Snów Marii Dunin i ich związek z Pałubą, Szaniec Pałuby.
Irzykowski rozpoczął pisanie powieści najprawdopodobniej jeszcze w 1891 roku. Pierwszą wersję dzieła ukończył 31 sierpnia 1899 roku, natomiast drugą – końcową – 12 lipca 1902 roku. Książka ukazała się w roku 1903 nakładem Księgarni Polskiej Bernarda Połonieckiego we Lwowie. Było to jedyne wydanie, które ukazało się za życia autora. Po II wojnie powieść została wznowiona w 1948 roku (wstęp napisał Kazimierz Wyka). Kolejne wydania: 1957, 1976 (w ramach edycji Pism), 1981 (w ramach serii Biblioteki Narodowej ze wstępem Aleksandry Budreckiej).

## Problematyka
Pałuba składa się z dwóch warstw. Pierwsza opowiada historię życia Piotra Włoska (następnie Strumieńskiego). Bohater zostaje usynowiony przez Adama Strumieńskiego i dziedziczy po nim spory majątek. Następnie żeni się z poznaną we Włoszech malarką Angeliką Kauffmann. Małżonkowie zamieniają małżeństwo w rodzaj platonicznego związku, w którym liczy się idealny wymiar miłości. Po tragicznej śmierci Angeliki (popełnia samobójstwo) Strumieński bierze ślub z Olą. Jednak pamięć o pierwszej żonie prowokuje bohatera do odgrywania ról życiowych, które utrudniają mu zwyczajną egzystencję. Strumieńskiemu trudno pogodzić wyidealizowany i oczekiwany obraz życia z jego wizerunkiem prawdziwym. Pozostaje więc w ciągłym konflikcie z samym sobą, pomiędzy realizmem a idealizmem.

## Forma dzieła
Wydarzenia stanowią jednak tylko bazę, na której nadbudowane są liczne autotematyczne komentarze autora-narratora (druga warstwa). W związku z tym Pałuba składa się z kilku części. W powieści pojawiają się rozważania natury filozoficznej, psychologicznej i socjologicznej. Autor, stosując oryginalne nazewnictwo, rozwinął koncepcję: pierwiastka pałubicznego, punktów wstydliwych oraz garderoby duszy. Za ich pomocą – w pewnym stopniu wyprzedzając ustalenia Zygmunta Freuda – starał się opisać procesy zachodzące w ludzkiej psychice (analiza procesów poznawczych).
Wiele fragmentów powieści ma charakter krytycznoliteracki. W kilku miejscach umieszczone zostały też schematyczne rysunki.
Pałuba wyprzedza eksperymentalną prozę Gide’a i Prousta oraz o wiele późniejsze dokonania polskich autorów (Ferdynanda Goetla, Wilhelma Macha).

## Pierwiastek pałubiczny
W powieści pojawił się termin pierwiastek pałubiczny. Odnosi się on do sposobu poznania rzeczywistości opartego na realizacji własnych fantazji i wyobrażeń na temat życia.
Znaczenie terminu definiuje sam autor w XII rozdziale powieści: Pierwiastek pałubiczny polega między innymi na inkongruencji (...) obrazu w duszy, myśli, fantazji, teorii z odnośną rzeczywistością. Aby głębiej odczuć działanie pierwiastka pałubicznego, trzeba stosunkować się do życia, wybiegać poza nie myślą, mieć plany pojmowania lub kształtowania go, wyrosłe czasem do tzw. idees fixes, lub mieć choćby jakieś żywiej, osobiściej odczute szablony – wtedy nawiedza nas ten gość skryty, niepożądany, wyrzucany za drzwi, gość, którego biletu nie kładzie się na tacy.
Irzykowski zrekonstruował w „Pałubie” pewien szczególny typ procesu poznania. W procesie tym czynnikiem dominującym jest tendencja do rozumienia świata czy jego wycinka (takim wycinkiem może być również życie psychiczne podmiotu poznającego) poprzez ujęcie go w kategorię ideału, schematu pojęciowego, konstrukcji. Fenomeny zwane przez Irzykowskiego „pierwiastkiem pałubicznym” i „pierwiastkiem konstrukcyjnym” są zrozumiałe wtedy, gdy się je objaśnia w ich wzajemnych związkach, przy czym „pierwiastek konstrukcyjny” bynajmniej nie jest przez autora traktowany jako element dodatkowy, uzupełniający, w historii Strumieńskiego (ale i innych bohaterów) jest dążność do uporządkowania zjawisk, które w codziennym życiu objawiają się jako chaos elementów, bezładnie zamieszanych, przypadkowo ze sobą związanych, nie składających się w żadną jednorodną całość. Aby nad tym błędem zapanować Strumieński tworzy konstrukty rzeczywistości, pragnie ująć świat w tym co typowe, co składa się na jednolitą linię wypadków: „szło mu o czystość, nieskazitelność, niepałubiczność sytuacji” – objaśnia Irzykowski. Strumieński stosuje „zaokrąglenie” – usuwa ze świadomości to, co nie przystaje do ideału, „symetryzację” – widzenie świata jako układu antagonistycznych elementów (np. Angelika (bohaterka Pałuby) – „kobieta zmysłowa”, Ola – „kobieta anielska”, kobieta – mężczyzna, dekadent – filister, treść – forma). Strumieński własnym zachciankom nadawał sankcję „Angeliki”. Bohater próbuje ująć w spójny i zamknięty system własną biografię. Próby te swój szczyt osiągają u schyłku życia. Chce uporządkować poszczególne zjawiska. „Sprawa” Angeliki staje się dla Strumieńskiego instrumentem organizującym jego percepcję świata, powoduje, że otoczenie staje się (przynajmniej w projektach bohatera)zespołem uporządkowanych elementów. Elementem służącym „planowi” wierności jest małżeństwo z Olą, „powinowactwo z wyboru” Pawełka (syna Strumieńskiego) i Angeliki, budowa pałacu. Ale idealizacja, której centrum staje stanowi kult Angeliki ma najpoważniejsze konsekwencje, gdy obejmuje życie psychiczne Strumieńskiego, a w „Pałubie” przede wszystkim ta dziedzina jest poddana obserwacji (psychologia nazwana przez Irzykowskiego „komedią charakteru”). Strumieński zaczyna manewrować własnymi stanami psychicznymi od chwili, gdy decyduje, że uczucie łączące go z Angeliką ma w sobie cechy wyróżniające. Nad życiem Strumieńskiego ciąży obraz „idealnej”, czystej miłości. Podobnie Angelika – jej samobójstwo określa Irzykowski jako czyn popełniony dla „symetrii” (wcześniej zaplanowała, że umrze wydając na świat dziecko). Także Gasztold – nosi w sobie pewien ideał – sentymentalnego kochanka. Udaje sam przed sobą, że kocha Olę, gdy ona wybiera Strumieńskiego, pozoruje próbę samobójczą, później opisuje swoje przeżycia w książce „Chora miłość”.

## Ekranizacje
W roku 1983 pierwsza warstwa powieści została sfilmowana i ukazała się na ekranach pod tytułem Widziadło (reż. M. Nowicki; w postać Piotra Strumieńskiego wcielił się Roman Wilhelmi).

## Tłumaczenia na języki obce
Jeszcze w dwudziestoleciu istniały plany, by powieść Irzykowskiego przetłumaczyć na francuski. Niestety, nie udało się tego dokonać. Po wojnie we fragmentach Pałuba została przełożona na język niemiecki przez Karla Dedeciusa.

## Niektóre teksty poświęconePałubie
- Karol Ludwik Koniński, Katastrofa wierności. Uwagi o Pałubie Karola Irzykowskiego, [w:] Pisma wybrane (1955)
- Jacek Lipiński, Pałuba jako program literacki Karola Irzykowskiego. „Prace Polonistyczne” 9/1949
- Andrzej Werner, Człowiek, literatura i konwencje. Refleksja teoretycznoliteracka w „Pałubie” Karola Irzykowskiego, [w:] Z problemów literatury polskiej XX wieku (zbior.)
- Michał Głowiński, Powieść młodopolska (tu: wiele fragmentów poświęconych książce)
- Ryszard Zengel, „Pałuba” po latach, [w:] Mit przygody (1970)
- Aleksandra Budrecka, wstęp [do:] K. Irzykowski, Pałuba. Sny Marii Dunin (1981)
- Brigitta Helbig-Mischewski, „Pałuba“ Karola Irzykowskiego. Konstrukcja i psychologiczna koncepcja powieści. Bochum (1990)